# Петр Новак (борець)
Петр Новак (чеськ. Petr Novák; нар. 17 квітня 1988, Ліберець, ЧССР) — чеський борець греко-римського стилю, учасник Європейських ігор, чемпіонатів світу та Європи, призер міжнародних турнірів. Старший брат чеського борця, Міхала Новака.

## Життєпис
Боротьбою почав займатися з 1994 року.
Виступає за спортивні клуби «Їскра» Гавличкув-Брод, «Олімп» Прага. Тренер — Марек Швець (з 2013).
Чотириразовий чемпіон Чехії з греко-римської боротьби (2008—2009, 2013—2014).
У квітні 2016 року стало відомо, що в ході позазмагальної антидопінгової перевірки під час підготовки національної збірної Чехії в рамках підготовки до олімпійської кваліфікації у січні того ж року Петр Новак отримав позитивний результат на заборонену речовину мельдоній. Він став першим чеським спортсменом, який отримав позитивний результат на цю заборонену речовину. Цей випадок поставив хрест на надіях борця потрапити на літні Олімпійські ігри в Ріо-де-Жанейро. Сам спортсмен заявив, що вживав цю речовину як засіб від грипу, не знаючи про його заборону.

## Спортивні результати на міжнародних змаганнях

### Виступи на Чемпіонатах світу
| Змагання                        | Збірна | Вагова категорія                 | Місце |
| ------------------------------- | ------ | -------------------------------- | ----- |
| Чемпіонат світу з боротьби 2009 | Чехія  | греко-римська боротьба, до 74 кг | 32    |
| Чемпіонат світу з боротьби 2014 | Чехія  | греко-римська боротьба, до 75 кг | 11    |
| Чемпіонат світу з боротьби 2015 | Чехія  | греко-римська боротьба, до 75 кг | 19    |
| Чемпіонат світу з боротьби 2017 | Чехія  | греко-римська боротьба, до 80 кг | 19    |
| Чемпіонат світу з боротьби 2018 | Чехія  | греко-римська боротьба, до 82 кг | 21    |
| Чемпіонат світу з боротьби 2019 | Чехія  | греко-римська боротьба, до 82 кг | 11    |
| Чемпіонат світу з боротьби 2021 | Чехія  | греко-римська боротьба, до 82 кг | 19    |
| Чемпіонат світу з боротьби 2022 | Чехія  | греко-римська боротьба, до 82 кг | 17    |

### Виступи на Чемпіонатах Європи
| Змагання                         | Збірна | Вагова категорія                 | Місце |
| -------------------------------- | ------ | -------------------------------- | ----- |
| Чемпіонат Європи з боротьби 2009 | Чехія  | греко-римська боротьба, до 74 кг | 18    |
| Чемпіонат Європи з боротьби 2011 | Чехія  | греко-римська боротьба, до 74 кг | 14    |
| Чемпіонат Європи з боротьби 2012 | Чехія  | греко-римська боротьба, до 74 кг | 11    |
| Чемпіонат Європи з боротьби 2013 | Чехія  | греко-римська боротьба, до 74 кг | 24    |
| Чемпіонат Європи з боротьби 2014 | Чехія  | греко-римська боротьба, до 75 кг | 14    |
| Чемпіонат Європи з боротьби 2017 | Чехія  | греко-римська боротьба, до 80 кг | 8     |
| Чемпіонат Європи з боротьби 2018 | Чехія  | греко-римська боротьба, до 82 кг | 11    |
| Чемпіонат Європи з боротьби 2019 | Чехія  | греко-римська боротьба, до 82 кг | 8     |
| Чемпіонат Європи з боротьби 2020 | Чехія  | греко-римська боротьба, до 87 кг | 14    |
| Чемпіонат Європи з боротьби 2021 | Чехія  | греко-римська боротьба, до 87 кг | 8     |
| Чемпіонат Європи з боротьби 2022 | Чехія  | греко-римська боротьба, до 82 кг | 16    |

### Виступи на Європейських іграх
| Змагання              | Збірна | Вагова категорія                 | Місце |
| --------------------- | ------ | -------------------------------- | ----- |
| Європейські ігри 2015 | Чехія  | греко-римська боротьба, до 75 кг | 19    |

### Виступи на інших змаганнях
| Змагання                                                        | Збірна | Вагова категорія                 | Місце  |
| --------------------------------------------------------------- | ------ | -------------------------------- | ------ |
| Міжнародний турнір «Cristo Lutte» 2009                          | Чехія  | греко-римська боротьба, до 84 кг | 5      |
| Гран-прі Німеччини з боротьби 2009                              | Чехія  | греко-римська боротьба, до 74 кг | 13     |
| Гран-прі Німеччини з боротьби 2010                              | Чехія  | греко-римська боротьба, до 84 кг | 14     |
| Гран-прі Словенії з боротьби 2011                               | Чехія  | греко-римська боротьба, до 74 кг | Срібло |
| Золотий Гран-прі з боротьби 2011 (Сомбатгей)                    | Чехія  | греко-римська боротьба, до 74 кг | 21     |
| Гран-прі Іспанії з боротьби 2011                                | Чехія  | греко-римська боротьба, до 84 кг | 12     |
| Кубок Владислава Пітласинські 2011                              | Чехія  | греко-римська боротьба, до 74 кг | 19     |
| Золотий Гран-прі з боротьби 2012 (Сомбатгей)                    | Чехія  | греко-римська боротьба, до 74 кг | 7      |
| Олімпійський кваліфікаційний турнір з боротьби 2012 (Гельсінкі) | Чехія  | греко-римська боротьба, до 74 кг | 9      |
| Золотий Гран-прі з боротьби 2012 (Баку)                         | Чехія  | греко-римська боротьба, до 74 кг | 13     |
| Міжнародний турнір Любомира Івановича-Гедзи 2013                | Чехія  | греко-римська боротьба, до 74 кг | Бронза |
| Відкритий чемпіонат Загреба з боротьби 2014                     | Чехія  | греко-римська боротьба, до 75 кг | Срібло |
| Міжнародний турнір Любомира Івановича-Гедзи 2014                | Чехія  | греко-римська боротьба, до 75 кг | Бронза |
| Гран-прі Німеччини з боротьби 2014                              | Чехія  | греко-римська боротьба, до 75 кг | 22     |
| Кубок Владислава Пітласинські 2014                              | Чехія  | греко-римська боротьба, до 75 кг | 10     |
| Гран-прі Парижа з боротьби 2015                                 | Чехія  | греко-римська боротьба, до 75 кг | Срібло |
| Відкритий чемпіонат Загреба з боротьби 2015                     | Чехія  | греко-римська боротьба, до 75 кг | 15     |
| Гран-прі FILA 2015                                              | Чехія  | греко-римська боротьба, до 75 кг | 19     |
| Кубок Владислава Пітласинські 2015                              | Чехія  | греко-римська боротьба, до 75 кг | 21     |
| Турнір Германа Каре 2016                                        | Чехія  | греко-римська боротьба, до 80 кг | Бронза |
| Гран-прі Загреба з боротьби 2016                                | Чехія  | греко-римська боротьба, до 80 кг | 5      |
| Гран-прі Угорщини з боротьби 2016                               | Чехія  | греко-римська боротьба, до 75 кг | 5      |
| Тор Мастерс 2017                                                | Чехія  | греко-римська боротьба, до 80 кг | 11     |
| Гран-прі Угорщини з боротьби 2017                               | Чехія  | греко-римська боротьба, до 80 кг | 11     |
| Кубок Владислава Пітласинські 2017                              | Чехія  | греко-римська боротьба, до 80 кг | 15     |
| Кубок Арво Хаавісто 2017                                        | Чехія  | греко-римська боротьба, до 80 кг | Золото |
| Гран-прі Загреба з боротьби 2018                                | Чехія  | греко-римська боротьба, до 82 кг | 10     |
| Меморіал Кристьяна Палусалу 2018                                | Чехія  | греко-римська боротьба, до 82 кг | 5      |
| Гран-прі Іспанії з боротьби 2018                                | Чехія  | греко-римська боротьба, до 82 кг | Бронза |
| Гран-прі Німеччини з боротьби 2018                              | Чехія  | греко-римська боротьба, до 82 кг | 10     |
| Кубок Владислава Пітласинські 2018                              | Чехія  | греко-римська боротьба, до 82 кг | 5      |
| Henri Deglane Challenge 2019                                    | Чехія  | греко-римська боротьба, до 77 кг | 9      |
| Гран-прі Угорщини з боротьби 2019                               | Чехія  | греко-римська боротьба, до 82 кг | 11     |
| Тор Мастерс 2019                                                | Чехія  | греко-римська боротьба, до 82 кг | 5      |
| Гран-прі Іспанії з боротьби 2019                                | Чехія  | греко-римська боротьба, до 82 кг | 8      |
| Гран-прі Німеччини з боротьби 2019                              | Чехія  | греко-римська боротьба, до 82 кг | 5      |
| Тор Мастерс 2020                                                | Чехія  | греко-римська боротьба, до 87 кг | 8      |
| Олімпійський кваліфікаційний турнір з боротьби 2020 (Будапешт)  | Чехія  | греко-римська боротьба, до 87 кг | 11     |
| Олімпійський кваліфікаційний турнір з боротьби 2020 (Софія)     | Чехія  | греко-римська боротьба, до 87 кг | 8      |
| Кубок Владислава Пітласинські 2022                              | Чехія  | греко-римська боротьба, до 82 кг | 9      |

### Виступи на змаганнях молодших вікових груп
| Змагання                                       | Збірна | Вагова категорія                 | Місце |
| ---------------------------------------------- | ------ | -------------------------------- | ----- |
| Чемпіонат Європи з боротьби серед кадетів 2004 | Чехія  | греко-римська боротьба, до 54 кг | 21    |
| Чемпіонат Європи з боротьби серед юніорів 2006 | Чехія  | греко-римська боротьба, до 66 кг | 12    |
| Чемпіонат Європи з боротьби серед юніорів 2007 | Чехія  | греко-римська боротьба, до 66 кг | 15    |
| Чемпіонат Європи з боротьби серед юніорів 2008 | Чехія  | греко-римська боротьба, до 74 кг | 5     |
| Чемпіонат світу з боротьби серед юніорів 2008  | Чехія  | греко-римська боротьба, до 74 кг | 28    |